# Gauntlet (videogioco 1987)
Gauntlet è un videogioco d'azione del 1987, sviluppato da Atari Games e pubblicato da Tengen per Nintendo Entertainment System. Basato sul videogioco arcade Gauntlet (1985), il gioco presenta differenze rispetto al videogioco originale.

## Modalità di gioco
Gauntlet presenta una modalità multigiocatore per due giocatori (invece che quattro della versione coin-op). Sono presenti 100 nuovi livelli, un sistema di password e alcuni elementi di gameplay tratti da Gauntlet II.